# Społeczność językowa
Społeczność językowa, społeczność mowna, wspólnota komunikatywna – grupa osób dzielących wspólny język lub języki, używane w sposób regularny do porozumiewania się w formie ustnej lub pisemnej, a także repertuar norm i postaw odnoszonych do tego środka komunikacji. Termin należy do kluczowych pojęć socjolingwistyki. Pojęcie zbliżone do pojęcia grupy kulturowej.
Często, choć nie zawsze, rozróżnia się społeczności językowe i społeczności mowne. Dla pojęcia społeczności mownej (ang. speech community, oddawane również jako społeczność językowa) najistotniejsze jest nie posługiwanie się tym samym językiem lub dialektem, lecz obecność zbliżonych zwyczajów komunikacyjnych i wartości w odniesieniu do posługiwania się językiem. Do powstania społeczności mownej dochodzi w wyniku długotrwałych interakcji między osobami, wśród których kształtują się wspólne preferencje i systemy wartości dotyczące form i stylów komunikacji. Społeczność mowna nie musi być związana z granicami zasięgu danego języka; wspólnota taka jest bowiem podtrzymywana przez złożony system socjolingwistyczny – zbiór repertuarów werbalnych o charakterze wzorów mowy. Za społeczność mowną można uznać zarówno całe społeczeństwo narodowe, jak i ludność danego regionu lub miejscowości, a nawet niewielką jednostkę – kilka osób powiązanych bezpośrednimi interakcjami werbalnymi. W ujęciu socjolingwistyki wariacyjnej społeczności mowne często tworzą takie grupy użytkowników języka, których wspólnota odpowiada pewnym czynnikom socjologicznym lub geograficznym (klasa, rasa, płeć, przynależność etniczna, miejsce zamieszkania) i które mają zbiór wspólnych norm, dających się zaobserwować we wzorcach wariacji językowej i postawach wobec języka. Można przyjąć, że mieszkańcy wszystkich krajów anglojęzycznych nie stanowią jednej społeczności mownej, gdyż poszczególne grupy anglojęzyczne są od siebie odizolowane i różnią się stylami komunikacji; analogiczna sytuacja rysuje się w przypadku krajów i regionów hiszpańskojęzycznych rozpatrywanych jako całość (normy komunikacyjne oraz status i rola społeczna języka hiszpańskiego różnią się chociażby między Meksykiem a Stanami Zjednoczonymi). Dla społeczności mownych kluczowe są wspólne repertuary językowe – zbiory kodów językowych (składające się zarówno z rejestrów, jak i różnych języków), sytuacyjne normy stosowania poszczególnych form języka oraz znaczne poziomy interakcji między członkami społeczności.
Terminy „społeczność językowa” (ang. language community) i „grupa językowa” (ang. language group) można odnieść do takich wspólnot, których tożsamość jest ściśle związana z określonym językiem lub zbiorem blisko spokrewnionych odmian postrzeganych jako język. Najczęściej chodzi o grupy ludności, które mają wspólny język ojczysty; na społeczność językową składają się wszystkie osoby, dla których dany język jest językiem pierwszym lub prymarnym. W niektórych przypadkach taka społeczność zawiera się w przestrzeni międzynarodowej, obejmując szereg społeczności lokalnych, czasem wręcz rozproszonych, które występują na terenie różnych krajów. Jedność grupy językowej może być oparta przede wszystkim na wspólnym języku, choć jest też wzmacniana przez inne aspekty, takie jak zachowania, przekonania i zasoby wiedzy. Społeczność użytkowników języka hiszpańskiego, którą można analizować jako jedną społeczność językową, obejmuje wiele społeczności mownych, różniących się lokalizacją geograficzną, związkami z innymi grupami czy zwyczajami komunikacyjnymi. Perspektywa lingwistyki deskryptywnej i strukturalnej kładzie nacisk na języki i odmiany językowe jako byty różniące się od siebie strukturalnie i zdefiniowane przez odpowiednie autorytety, o charakterystyce znajdującej swoje odzwierciedlenie w gramatykach; w tym podejściu społeczność językową lub mowną pojmuje się jako złożoną z jednorodnych grup użytkowników danej opisanej odmiany.